# Catharina Bolnes

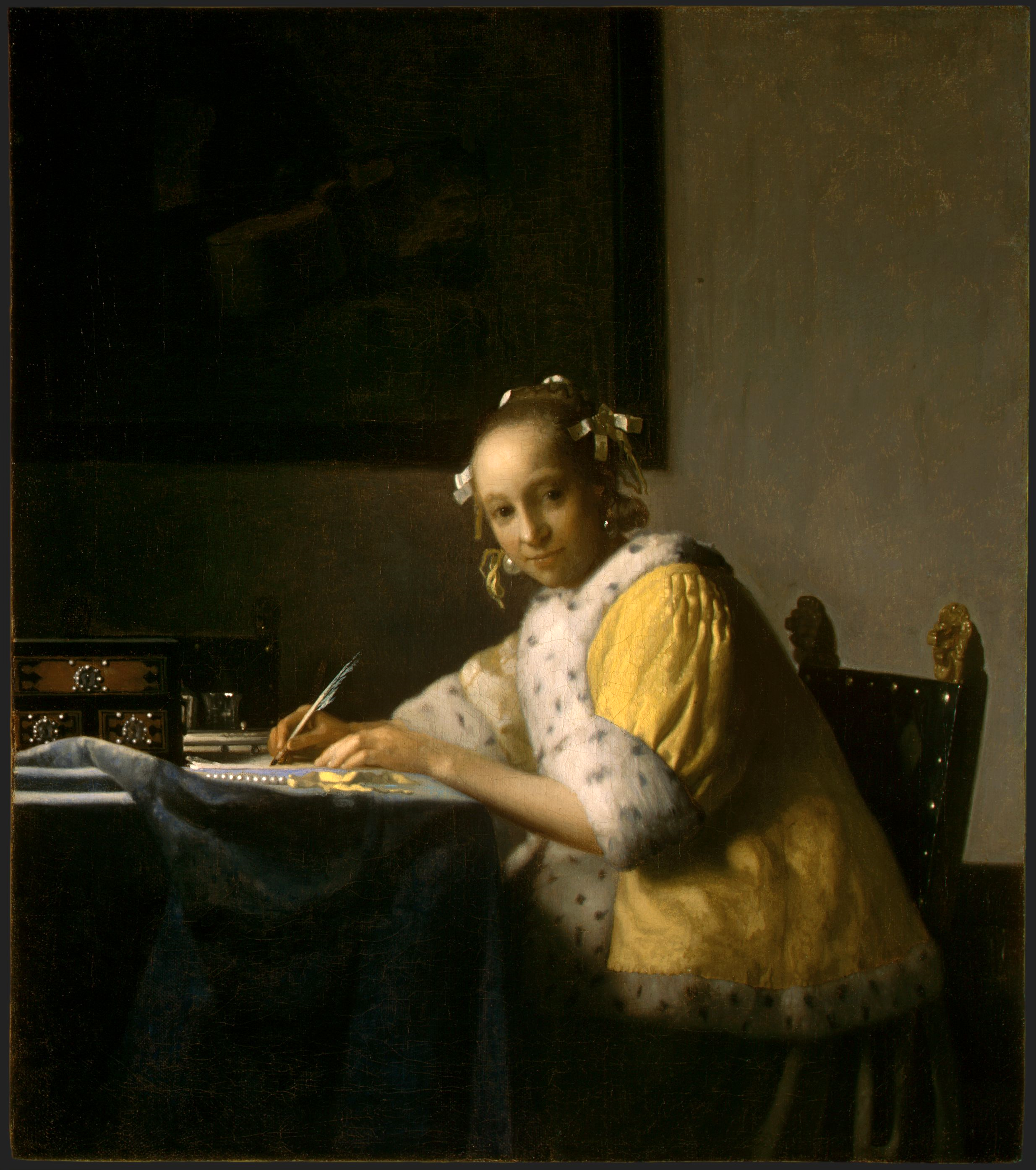
Vermeers Schrijvende vrouw in het geel is mogelijk een portret van Catharina Bolnes.

Catharina Bolnes (Gouda, 1631 – Delft, 1688) was de vrouw van de Nederlandse schilder Johannes Vermeer. Het merendeel van de informatie over haar is anekdotisch, waardoor slechts gespeculeerd kan worden over haar rol in Vermeers leven en werk. 

## Levensloop
Bolnes werd geboren in Gouda als dochter van Maria Thins, een welgestelde patriciaat, en Reynier Bolnes, een rijke bakker. Haar jeugd werd gekenmerkt door geweld en onrust, voornamelijk door de slechte behandeling die haar moeder van haar vader ondervond en het wangedrag van haar broer Willem. Na de scheiding van haar ouders verhuisden Catharina en haar moeder naar de Paapse hoek in Delft, waar zij mogelijk op zoek waren naar rust en een nieuw leven.
Bolnes ging op 5 april 1653 in ondertrouw in het stadhuis te Delft en huwde op 20 april 1653 in Schipluiden met Johannes Vermeer. Dit huwelijk was bijzonder, omdat Bolnes afkomstig was uit een welgestelde rooms-katholieke patriciërsfamilie, terwijl Vermeer calvinistisch was opgevoed. Enkele weken voor het huwelijk bekeerde Vermeer zich echter tot het rooms-katholieke geloof, wat hun interreligieuze verbintenis mogelijk maakte.
Het paar vestigde zich in de Paapse hoek in het huis van Catherina's moeder. Ze kregen vijftien kinderen, waarvan er vier de kindertijd niet overleefden. Hun huwelijk leek een liefdevolle verbintenis te zijn, ondanks de financiële uitdagingen.
Na de dood van Vermeer in 1675 stond Bolnes voor de uitdaging het kroost op te voeden met de schulden die haar man nagelaten had. Ze verhuisde met haar kinderen naar Breda, waar ze een lijfrente ontving uit een familievermogen. Kort voor haar overlijden stelde ze een nieuwe voogd aan voor haar kinderen. Ze overleed in 1688 tijdens een bezoek aan haar dochter Maria in Delft, in het huis genaamd de Blauwe Hand aan de Verwersdijk. Ze werd begraven in de Nieuwe Kerk.

## Nalatenschap

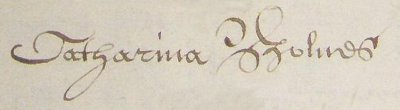
Handtekening Catharina Bolnes

Bolnes' nalatenschap is omstreden, mede door de vaak negatieve weergave van haar karakter in fictieve interpretaties, zoals in het boek Girl with a Pearl Earring en de gelijknamige film. Feit is dat het merendeel van de informatie over haar anekdotisch is en gebaseerd op overleveringen zonder substantiële historische basis, waardoor speculaties over haar rol in Vermeers leven en werk blijven bestaan.